# Túnel 9 de Julho
Túnel 9 de Julho, também designado por Túnel Daher Elias Cutait, é uma via subterrânea do município de São Paulo, que foi o primeiro túnel a ser construído na cidade. O túnel é considerado um marco do urbanismo na cidade, sendo uma obra que liga o Centro à Zona Sul e que levou um ano para ficar pronta, custou cerca de 17.190 mil contos de réis e sua inauguração, em 23 de julho de 1938, contou com a presença do então presidente Getúlio Vargas.

## Localização
Situa-se na Avenida 9 de Julho, às proximidades dos bairros Bela Vista na região central e Jardins, na zona oeste, fazendo o cruzamento subterrâneo desta avenida com a Avenida Paulista. 
Foi construído no local onde existia a antiga Avenida Anhangabaú. e o córrego Saracura, hoje invisível na paisagem, tamponado sob a avenida. As fontes na entrada dos túneis fazem referência à este córrego 

## História

### Antecedentes

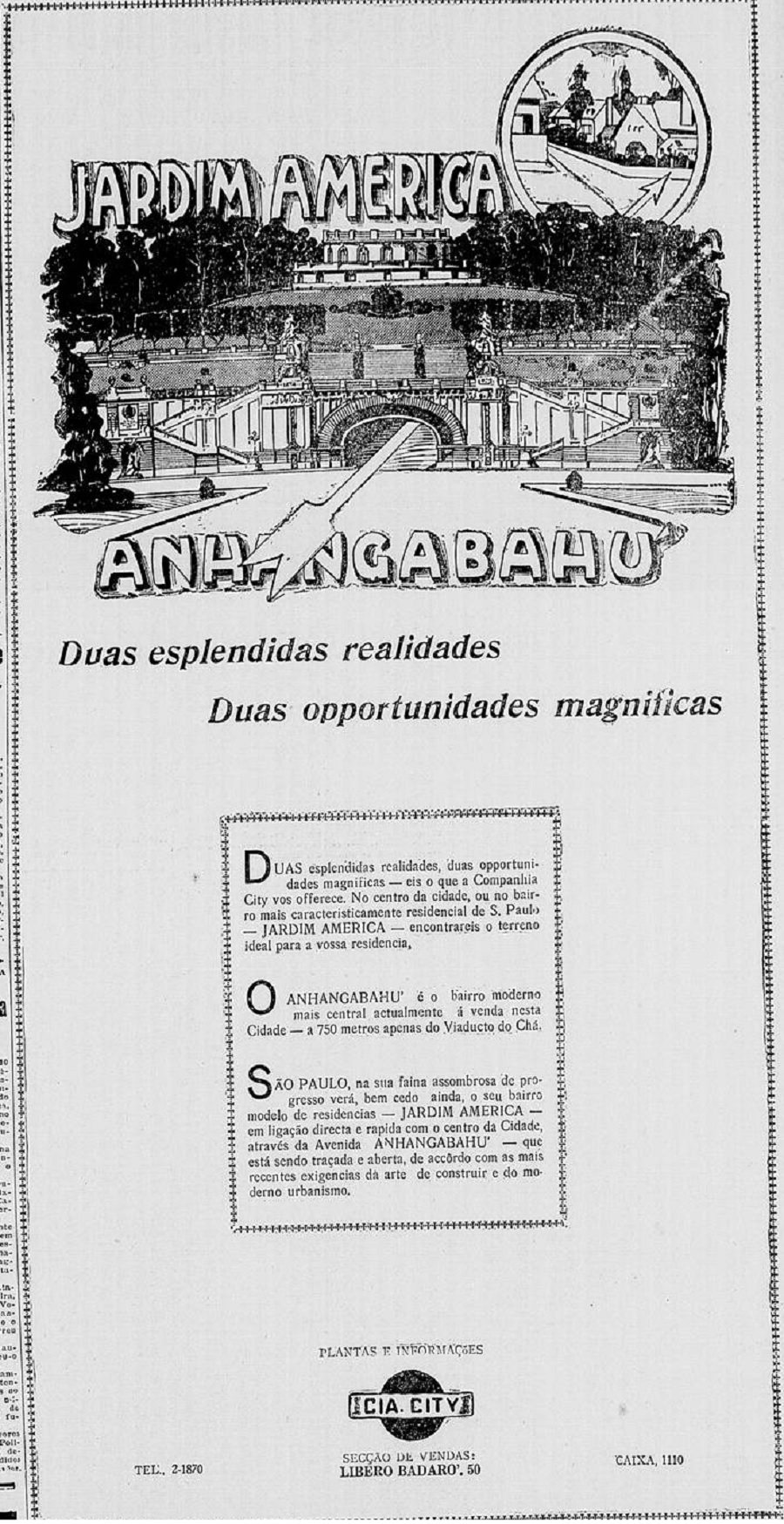
Projeto da entrada do túnel desenvolvido por Cristiano Stockler das Neves em um anúncio da Companhia City, 1929.

Em 1923, a Câmara Municipal de São Paulo criou a Comissão da Avenida Anhangabaú, com o objetivo de realizar o projeto de construção da Avenida Anhangabaú (atual Avenida 9 de Julho). A comissão, liderada pelo vereador Gofredo da Silva Teles, funcionou de forma intermitente até 1928, quando apresentou seu relatório final recomendando a construção da avenida e apresentando um projeto técnico. Mais tarde, partes desse projeto foram utilizadas para a implantação da Avenida 9 de Julho.
Para a travessia do espigão da Paulista, o engenheiro-chefe da prefeitura, Alcides Martins Barbosa, e o arquiteto Cristiano Stockler das Neves projetaram um túnel de 390 metros de comprimento, 15 metros de largura e desnível de 2,30 metros entre suas bocas. Esse túnel tinha a previsão de ser construído sob o Belvedere Trianon. O projeto seguiu em discussão até a comissão ser dissolvida, por causa da Revolução de 1930, paralisando os trabalhos de construção da Avenida Anhangabaú, iniciados no ano anterior. 
O projeto do túnel também foi paralisado por causa disso, somente sendo retomado em 1934.

### Túnel 9 de Julho
Para reprojetar o túnel da Avenida Anhangabaú, o prefeito contratou o engenheiro italiano Domingos Marchetti (1893-1975). Trabalhando para a Sociedade Construtora Brasileira, Marchetti projetou o túnel e acompanhou suas obras, iniciadas em 1935, até a inauguração. Apesar de as obras terem sido concluídas em maio de 1938, o túnel só seria inaugurado em 23 de julho, pelo presidente Getúlio Vargas.
Inicialmente, o presidente da República não tinha planos de ir ao evento, mas foi convencido pelo interventor de São Paulo, Adhemar de Barros. Seria uma demonstração de simpatia para com São Paulo, onde Vargas não era muito popular.
A extensão do túnel sob a Avenida Paulista é de 450 metros, e o mirante sobre o túnel foi pouco aproveitado por mais de sete décadas, até ser passado para a iniciativa privada, tornando-se um ponto turístico. O mirante tem uma área de quatrocentos metros quadrados e foi revitalizado em 2015, sob o comando do consórcio Belvedere. O local conta com cafeteria, bar e galeria subterrânea, além de receber feiras independentes.
Em 1975, quando completou 37 anos, era considerado um túnel com iluminação e ventilação obsoletas. Isso obrigou a Emurb a realizar um projeto de modernização capaz de atender ao intenso tráfego de veículos. A primeira grande reforma estrutural deu-se em 1988, quando o túnel completou cinquenta anos.
Em 2001, o túnel foi rebatizado como Daher Elias Cutait pela prefeita Marta Suplicy, mas o novo nome não teve sucesso, ficando apenas grafado nas placas entre parênteses. Além da Avenida Paulista, ainda passa sob o MASP, o Parque Trianon e a Linha 2 do Metrô.

## Novo túnel

Projeto do novo túnel, 1986.

Durante a elaboração do projeto do corredor de trólebus Santo Amaro–9 de Julho–Centro, houve uma discussão sobre a implantação no trecho do Túnel 9 de Julho. Por ter apenas duas pistas de rodagem em cada sentido, o Túnel 9 de Julho foi considerado um gargalo, pois a mera implantação do corredor de trólebus iria deixar apenas uma faixa livre para os demais veículos em cada sentido. Após a inauguração parcial do corredor, a gestão Jânio Quadros contratou, em 1986, o escritório de Figueiredo Ferraz para elaborar um projeto capaz de solucionar esse problema.
Ferraz desenvolveu o projeto de um novo túnel, com novecentos metros de extensão, com sentido único (com a ideia de alternar o sentido de funcionamento do túnel novo nos horários de pico de trânsito) sob o Túnel 9 de Julho. Para permitir a realização dos trabalhos sem afetar o funcionamento do túnel antigo e do MASP, Ferraz propôs o emprego do método de construção New Austrian Tunnelling Method. A obra, orçada entre quinze milhões e vinte milhões de dólares, acabou não saindo do papel, e a Prefeitura optou pela reforma do Túnel 9 de julho.

## Galeria

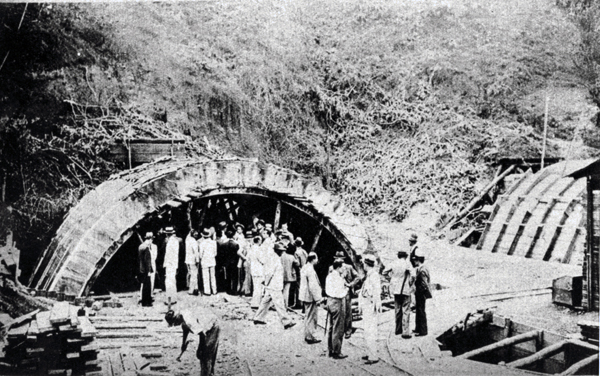
Túnel 9 de Julho em construção, 1937.
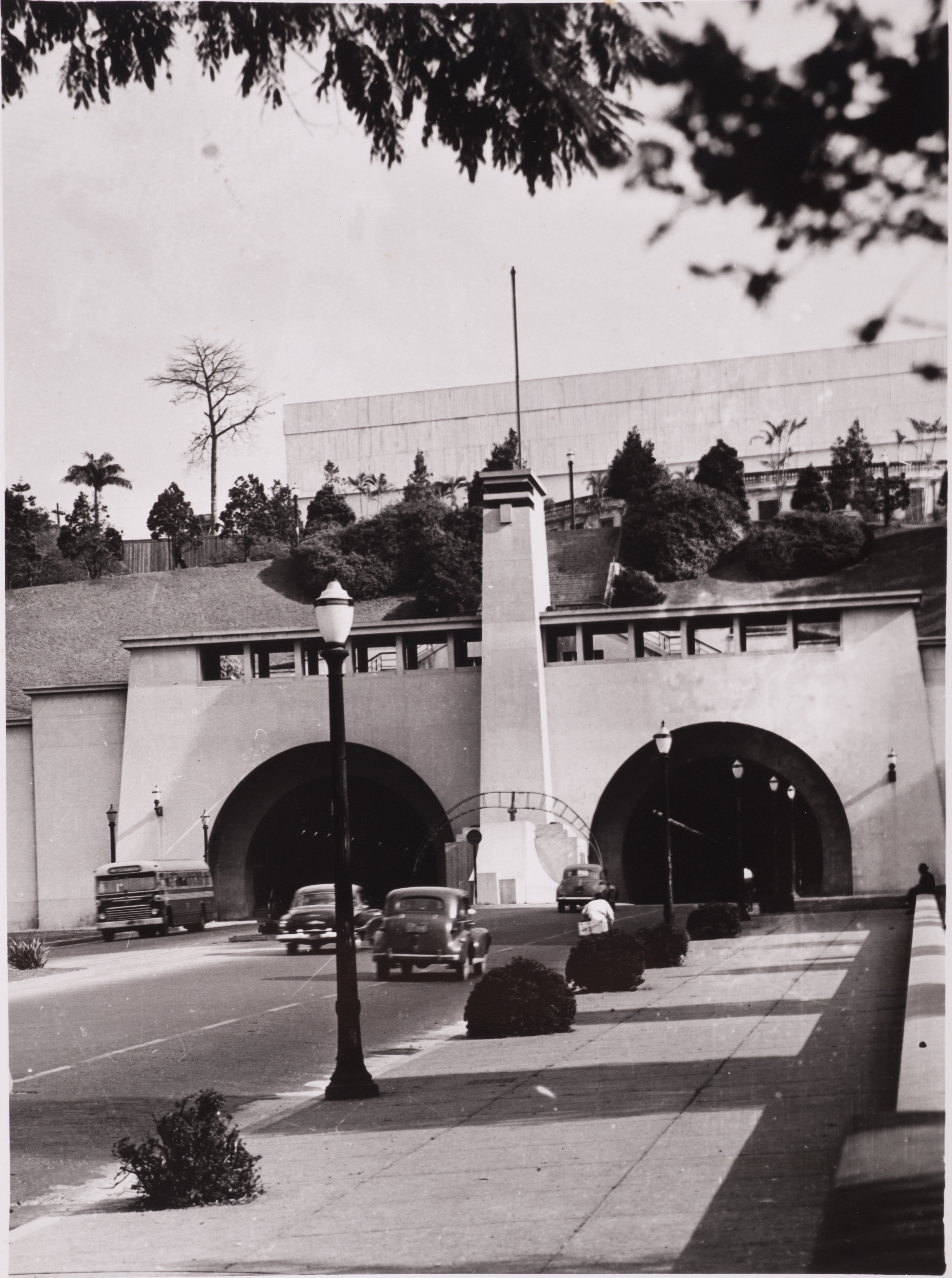
Acesso centro-bairros
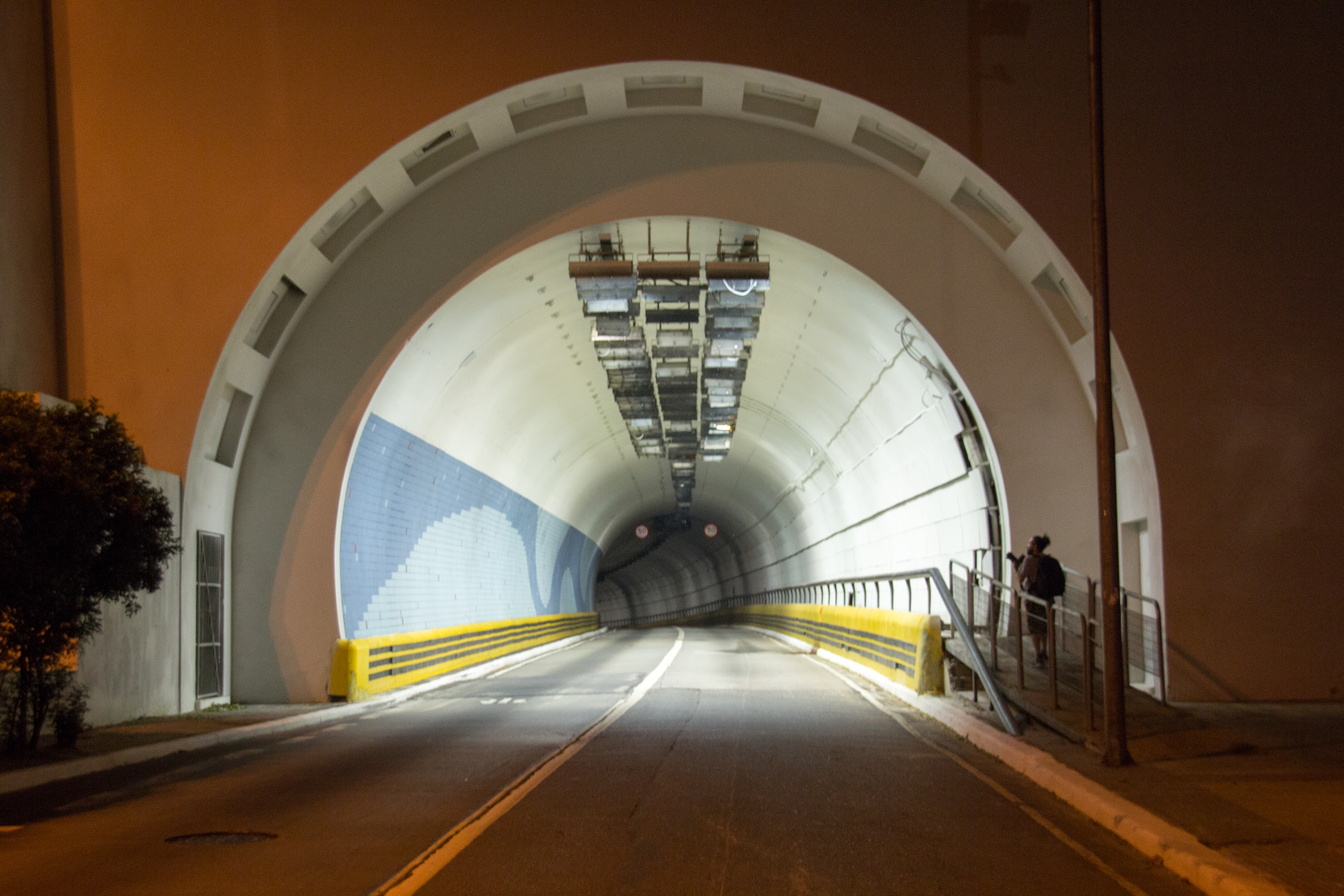
Túnel Nove de Julho